# Ministr průmyslu a informatizace Čínské lidové republiky
Ministr průmyslu a informatizace Čínské lidové republiky (čínsky v českém přepisu čung-chua žen-min kung-che-kuo kung-jie che sin-si-chua pu pu-čang, pchin-jinem Zhōnghuá rénmín gònghéguó gōngyè hé xìnxīhuà bù bùzhǎng, znaky zjednodušené 中华人民共和国工业和信息化部部长) je člen Státní rady, vlády Čínské lidové republiky, stojící v čele Ministerstva průmyslu a informatizace Čínské lidové republiky.
Od září 2022 post ve druhé Li Kche-čchiangově vládě zastává Ťin Čuang-lung.

## Jmenovací proces
Podle Ústavy Čínské lidové republiky je ministr nominován premiérem a následně schválen Všečínským shromážděním lidových zástupců nebo jeho stálým výborem.

## Seznam ministrů
| #  | Portrét | Jméno                 | Narození a úmrtí | Funkční období    | Funkční období    | Funkční období   | Vláda                                               |
| #  | Portrét | Jméno                 | Narození a úmrtí | Nástup do úřadu   | Opuštění úřadu    | Dny v úřadu      | Vláda                                               |
| -- | ------- | --------------------- | ---------------- | ----------------- | ----------------- | ---------------- | --------------------------------------------------- |
| 1. | -       | Li I-čung 李毅中      | * 1945           | 17. března 2008   | 25. prosince 2010 | 2 roky a 283 dní | Wen Ťia-pao II                                      |
| 2. |         | Miao Wej 苗圩         | * 1955           | 25. prosince 2010 | 11. srpna 2020    | 9 let a 230 dní  | Wen Ťia-pao II Li Kche-čchiang I Li Kche-čchiang II |
| 3. | -       | Siao Ja-čching 肖亚庆 | * 1959           | 11. srpna 2020    | 2. září 2022      | 2 roky a 22 dní  | Li Kche-čchiang II                                  |
| 4. | -       | Ťin Čuang-lung 金壮龙 | * 1964           | 2. září 2022      | úřadující         | 2 roky a 180 dní | Li Kche-čchiang II                                  |